# 呼和诺日
呼和诺日，又名火不逊湖，是位于中国内蒙古自治区呼伦贝尔市新巴尔虎左旗乌布尔宝力格苏木西北的一个湖泊。其位置约在东经119°05′，北纬48°13′。湖面海拔706.60米，面积达18.1平方公里。该湖的沉积物主要为芒硝和石盐。呼和诺日在蒙古语中的意思是蓝色的湖。